# Theodor Carlheim-Gyllensköld
Adolf Theodor Carlheim-Gyllensköld (skrev sig själv oftast endast Gyllensköld), född 26 februari 1835 i Våxtorps socken i Halland, död 25 juli 1909 i Våxtorps församling, var en svensk Kammarjunkare, godsägare och riksdagsman.
Theodor Carlheim-Gyllensköld var son till majoren Adolf Mauritz Carlheim-Gyllensköld och Eleonora Burensköld. Han blev underlöjtnant 1859 och kammarjunkare 1861. Från 1868 var han bosatt på sin och syskonens egendom Vallen i Våxtorps socken, ett mödernearv, där hans framsynta jordbruksmetoder fick en stor betydelse för kringliggande gods. Carlheim-Gyllensköld deltog åren 1880–1888 i nio riksdagar som ledamot av första kammaren, invald i Hallands läns valkrets. Han återkom till riksdagen åren 1900–1905 som ledamot av andra kammaren (för Höks härads valkrets i Hallands län). Han var ledamot av bevillningsutskottet 1883 och av försvarsutskottet 1901.
Politiskt var tillhörde han de frihandelsvänliga, och stod i många frågor nära det äldre lantmannapartiet.